# Villa Verde
Villa Verde (en sard, Bàini) és un municipi italià, dins de la província d'Oristany. L'any 2007 tenia 354 habitants. Es troba a la regió de Marmilla. Limita amb els municipis d'Ales, Palmas Arborea, Pau, Usellus i Villaurbana.

## Administració
| Període | Identitat     | Partit        |
| ------- | ------------- | ------------- |
| 2005-   | Roberto Scema | Llista cívica |